# Kreiz Breizh Elites (vrouwen)
De Kreiz Breizh Elites is een wielerwedstrijd voor vrouwen die sinds 2018 jaarlijks wordt verreden in Kreiz Breizh, een streek in het midden van Bretagne, Frankrijk.

## Geschiedenis
In 2018 werd de koers op 26 juli als een eendaagse wedstrijd, onder de naam Tour de Belle Isle en Terre - Kreiz Breizh Elites Dames verreden. In 2019 (1-2 augustus), 2020 (30-31 juli) en 2021 (29-30 juli) stond de koers als een tweedaagse wedstrijd op de kalender. In 2022 veranderde de naam en stond de koers weer als eendagswedstrijd op de kalender.

## Overwinningen per land
| Overwinningen | Land                                              |
| ------------- | ------------------------------------------------- |
| 2             | Verenigd Koninkrijk                               |
| 1             | Denemarken, Italië, Nederland, Trinidad en Tobago |